# Gare de Tamatsukuri
La gare de Tamatsukuri (玉造駅, Tamatsukuri-eki) est une gare ferroviaire de la ville d'Osaka au Japon. Elle est située dans l'arrondissement de Tennōji. La gare est gérée par la JR West et le métro d'Osaka.
Elle dessert notamment : Lycée Shimizudani Tamatsukuri Inari-jinja et Sankō-jinja.

## Situation ferroviaire
La gare de Tamatsukuri est située au point kilométrique (PK) 14,9 de la ligne circulaire d'Osaka et au PK 6,8 de la ligne Nagahori Tsurumi-ryokuchi.

## Histoire
La gare est inaugurée le 28 mai 1895. Le métro dessert la gare depuis le 11 décembre 1996.

## Service des voyageurs

### Accueil
La gare dispose d'un bâtiment voyageurs, avec guichet, ouvert tous les jours.

### Desserte
- Ligne circulaire d'Osaka :
  - voie 1 : direction Kyōbashi et Osaka
  - voie 2 : direction Tsuruhashi et Tennōji

### Intermodalité
Le métro d'Osaka, Ligne Nagahori Tsurumi-ryokuchi : voie 1 : direction Kadoma-minami ; voie 2 : direction Taishō